# ルオル・デン
ルオル・デン（Luol Deng）ことルオル・アジョウ・デン（Luol Ajou Deng OBE, 1985年4月16日 - ）は、イギリスの元バスケットボール選手。南スーダンのワーウ出身。NBAのシカゴ・ブルズなどで活躍した。身長206cm、体重100kg。ポジションはスモールフォワード。2019年9月現役引退を表明。

## 経歴

### 出生から学生時代
ディンカ族に生まれたデンは幼少の頃、第二次スーダン内戦から逃れるため、エジプトに移住した。エジプトでは元NBA選手であり、同じディンカ族出身のマヌート・ボルと出会う。ボルはバスケットボールをデンの兄に教えると、デンの良き指導者になったという。
その後、両親と共にイングランドのサウスノーウッドに移住すると、本格的にバスケットボールをプレーするようになり、ジュニアチームで活躍した。なお、イギリスはサッカーが盛んであるが、デンも関心があったといい、当時はアーセナルFCのファンだった。
16歳でアメリカ合衆国ニュージャージー州に引っ越し、ブレアアカデミーでバスケットボールをプレーした。チームメイトには2005年のNBAドラフトでトロント・ラプターズから指名されたチャーリー・ビラヌエバがいた。アメリカでも徐々に頭角を現すようになると、レブロン・ジェームズの次に優秀であると評する声も聞かれるようになった。
全米から優秀な高校生が結集するマクドナルドオールアメリカにも選出され、卒業後は名門デューク大学に進学し、マイク・シャシェフスキー監督のもとで2004年にはNCAAトーナメントのファイナル4に進出している。

### NBA

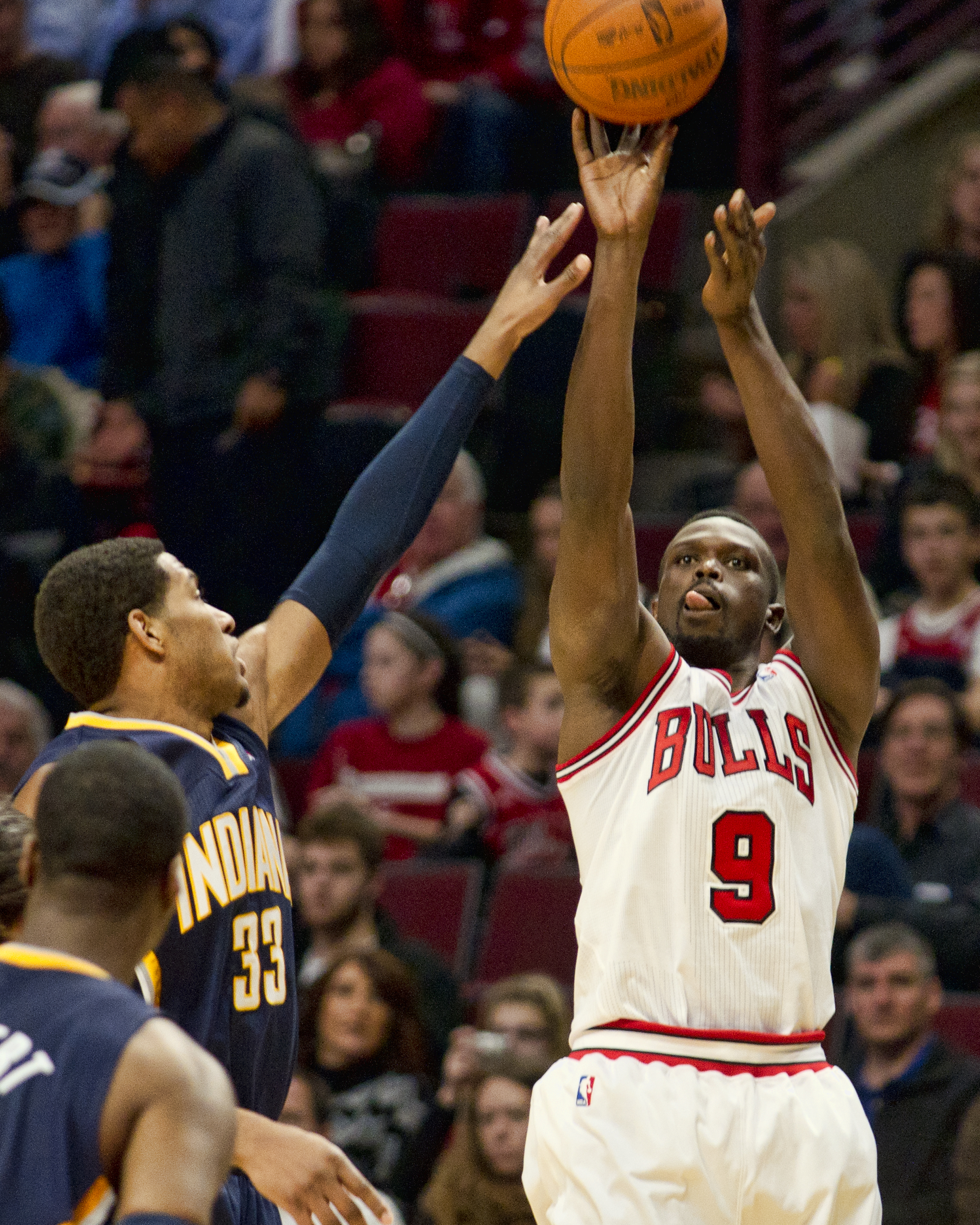
2009年、vsインディアナ・ペイサーズ戦にて
(左はダニー・グレンジャー)

デューク大学在学中にアーリーエントリー。2004年のNBAドラフトで全体7位指名でフェニックス・サンズから受け、直後にトレードでシカゴ・ブルズに移籍。ルーキーイヤーの2004-2005シーズンからローテーション入りを果たし、61試合に出場（先発出場は45試合）、1試合平均11.7得点、5.3リバウンド.2.2アシストの好成績を残し、同年のオールルーキーファーストチーム（その年の優秀な新人選手5人）に選出された。シーズン終盤には手首を故障したが、ブルズの7年ぶりのプレーオフ出場の原動力の1人として活躍した。
2年目の2005-2006シーズンには更なる成長を遂げ、78試合に出場（56試合に先発出場）、1試合平均14.3得点、6.6リバウンド、1.9アシストを記録。カーク・ハインリック、ベン・ゴードン等と共に若手ぞろいのチームの中心選手となった。チームも2年連続のプレーオフ出場を果たした。
06-07シーズンはさらに飛躍し、82試合全てに先発出場を果たし、1試合平均18.8得点、7.1リバウンド、2.5アシストを記録。また、同シーズンのスポーツマンシップ・アウォード（フェアにプレーし、オフコートでもリーグの見本となる行動をした選手に送られる賞）に選出された。
だが、翌シーズンは開幕前に契約延長をまとめられず、不満を抱えたままシーズンを迎え、昨年を下回る成績に終わり、チームもロッタリー行きとなり期待を裏切る形となってしまった。
2010-11シーズンは、FAで大物選手を獲得するために、ハインリックを放出したことで、チーム一番の古株となり、キャプテンを任されることとなった。長年課題とされてきた、3ポイントシュートの試投数、成功数が大幅に増加し、オフェンスに幅が増した。また、アウトサイドでボールをもらい、カットインしてペイントでのシュートも増えるなど、デリック・ローズを支える選手としては、申し分のない活躍をした。
2014年1月7日にアンドリュー・バイナムと3つの指名権を含むトレードでクリーブランド・キャバリアーズへ移籍した。
2014年7月14日にはレブロン・ジェームズが抜けたマイアミ・ヒートへの移籍を発表した。
2016年7月2日、ロサンゼルス・レイカーズと4年7200万ドルの契約を結んだ。
2019年9月、引退を表明した。

## 引退後
現役引退後は指導者として活動している。2020年11月24日、2021年アフリカ選手権予選に出場する南スーダン代表のヘッドコーチに就任。2024年パリオリンピックでは南スーダン代表のアシスタントコーチを務めた。

## プレースタイル
ミドルレンジからのオフェンスを得意とするが、3Pシュートも決めることができ、果敢にインサイドに切れ込み、長い手足を生かした豪快なダンクを決めるなどの一面も併せ持つ。多くないがガードでプレーすることもあり、206cmの身長が相手にミスマッチを生じさせる。粘り強いディフェンスも、チームに大きな貢献をもたらす。

## 人物
- スーダン、イギリス、アメリカで生活した過去を持つが、16歳以下と19歳以下のイングランド代表経験を持つ。2006年には完全にイギリスに帰化し、イギリス代表としてプレーすることが可能になった。
- 上記のように、さまざまな国で生活してきたことで、慈善活動に熱心である。
- シカゴ・ブルズ時代のコーチのトム・シボドーには「ルオル・デンは、最も過小評価されている選手の一人だ」と言われており、特にディフェンス面での評価が高い。[要出典]
- 22021年6月に大英帝国勲章を授与された。[要出典]

## 個人成績

### レギュラーシーズン
| シーズン  | チーム   | GP  | GS  | MPG  | FG%  | 3P%  | FT%   | RPG | APG | SPG | BPG | TO  | PPG  |
| --------- | -------- | --- | --- | ---- | ---- | ---- | ----- | --- | --- | --- | --- | --- | ---- |
| 2004–05   | CHI      | 61  | 45  | 27.3 | .434 | .265 | .741  | 5.3 | 2.2 | .8  | .4  | 1.9 | 11.7 |
| 2005–06   | CHI      | 78  | 56  | 33.4 | .463 | .269 | .750  | 6.6 | 1.9 | .9  | .6  | 1.3 | 14.3 |
| 2006–07   | CHI      | 82  | 82  | 37.5 | .517 | .143 | .777  | 7.1 | 2.5 | 1.2 | .6  | 1.9 | 18.8 |
| 2007–08   | CHI      | 63  | 59  | 33.8 | .479 | .364 | .770  | 6.3 | 2.5 | .9  | .5  | 1.9 | 17.0 |
| 2008–09   | CHI      | 49  | 46  | 34.0 | .448 | .400 | .796  | 6.0 | 1.9 | 1.2 | .5  | 1.5 | 14.1 |
| 2009–10   | CHI      | 70  | 69  | 37.9 | .466 | .386 | .764  | 7.3 | 2.0 | .9  | .9  | 1.9 | 17.6 |
| 2010–11   | CHI      | 82  | 82  | 39.1 | .460 | .345 | .753  | 5.8 | 2.8 | 1.0 | .6  | 1.9 | 17.4 |
| 2011–12   | CHI      | 54  | 54  | 39.4 | .412 | .367 | .770  | 6.5 | 2.9 | 1.0 | .7  | 1.8 | 15.3 |
| 2012–13   | CHI      | 75  | 75  | 38.7 | .426 | .322 | .816  | 6.3 | 3.0 | 1.1 | .4  | 1.9 | 16.5 |
| 2013–14   | CHI      | 23  | 23  | 37.4 | .452 | .274 | .815  | 6.9 | 3.7 | 1.0 | .2  | 2.6 | 19.0 |
| 2013–14   | CLE      | 40  | 40  | 33.8 | .417 | .315 | .771  | 5.1 | 2.5 | 1.0 | .1  | 1.4 | 14.3 |
| 2013-14計 | CLE      | 63  | 63  | 35.1 | .431 | .302 | .791  | 5.7 | 2.9 | 1.0 | .1  | 1.8 | 16.0 |
| 2014–15   | MIA      | 72  | 72  | 33.6 | .469 | .355 | .761  | 5.2 | 1.9 | .9  | .3  | 1.5 | 14.0 |
| 2015–16   | MIA      | 74  | 73  | 32.4 | .455 | .344 | .755  | 6.0 | 1.9 | 1.0 | .4  | 1.1 | 12.3 |
| 2016–17   | LAL      | 56  | 49  | 26.5 | .387 | .309 | .730  | 5.3 | 1.3 | .9  | .4  | .8  | 7.6  |
| 2017–18   | LAL      | 1   | 1   | 13.0 | .500 | ---  | ---   | .0  | 1.0 | 1.0 | .0  | 1.0 | 2.0  |
| 2018–19   | MIN      | 22  | 2   | 17.8 | .500 | .318 | .714  | 3.3 | .8  | .7  | .4  | 0.6 | 7.1  |
| 通算15年  | 通算15年 | 902 | 828 | 34.3 | .456 | .332 | .769  | 6.1 | 2.3 | 1.0 | .5  | 1.6 | 14.8 |
| All-Star  | All-Star | 2   | 0   | 11.5 | .333 | .200 | 1.000 | 1.0 | 1.0 | .0  | .0  | .0  | 5.0  |

### プレーオフ
| シーズン  | チーム    | GP | GS | MPG  | FG%  | 3P%  | FT%  | RPG | APG | SPG | BPG | TO  | PPG  |
| --------- | --------- | -- | -- | ---- | ---- | ---- | ---- | --- | --- | --- | --- | --- | ---- |
| 2005–06   | CHI       | 6  | 0  | 30.0 | .429 | .200 | .571 | 4.8 | .5  | .8  | .7  | .8  | 10.2 |
| 2006–07   | CHI       | 10 | 10 | 41.0 | .524 | .000 | .807 | 8.7 | 2.4 | 1.0 | .7  | 2.3 | 22.2 |
| 2009–10   | CHI       | 5  | 5  | 40.6 | .463 | .083 | .731 | 5.0 | 1.4 | 1.2 | .8  | .6  | 18.8 |
| 2010–11   | CHI       | 16 | 16 | 42.9 | .426 | .324 | .839 | 6.6 | 2.7 | 1.5 | .6  | 1.6 | 16.9 |
| 2011–12   | CHI       | 6  | 6  | 38.0 | .456 | .364 | .571 | 8.3 | 1.5 | .8  | 1.5 | 1.7 | 14.0 |
| 2012–13   | CHI       | 5  | 5  | 44.8 | .381 | .056 | .400 | 7.6 | 3.8 | 1.0 | .6  | 2.4 | 13.8 |
| 2015–16   | MIA       | 14 | 14 | 35.4 | .471 | .421 | .842 | 5.9 | 1.6 | .9  | .6  | 1.6 | 13.3 |
| 出場：7回 | 出場：7回 | 62 | 56 | 39.1 | .455 | .311 | .765 | 6.7 | 2.0 | 1.1 | .7  | 1.6 | 15.9 |